# Rue des Clefs (Colmar)
Pour les articles homonymes, voir Rue des Clefs.
La rue des Clefs est une voie de la commune française de Colmar.

## Situation et accès
Cette voie de circulation, d'une longueur de 365 m, se trouve dans le quartier centre.
On y accède par la Grand-Rue, les rues Vauban, Ruest, Saint-Nicolas, Rapp, des Prêtres, Étroite, les places Jeanne-d'Arc, des Martyrs-de-la-Résistance et de la Mairie.
Cette voie n'est pas desservie par les bus de la TRACE.

## Bâtiments remarquables et lieux de mémoire
Dans cette rue se trouvent des édifices remarquables[Lesquels ?].

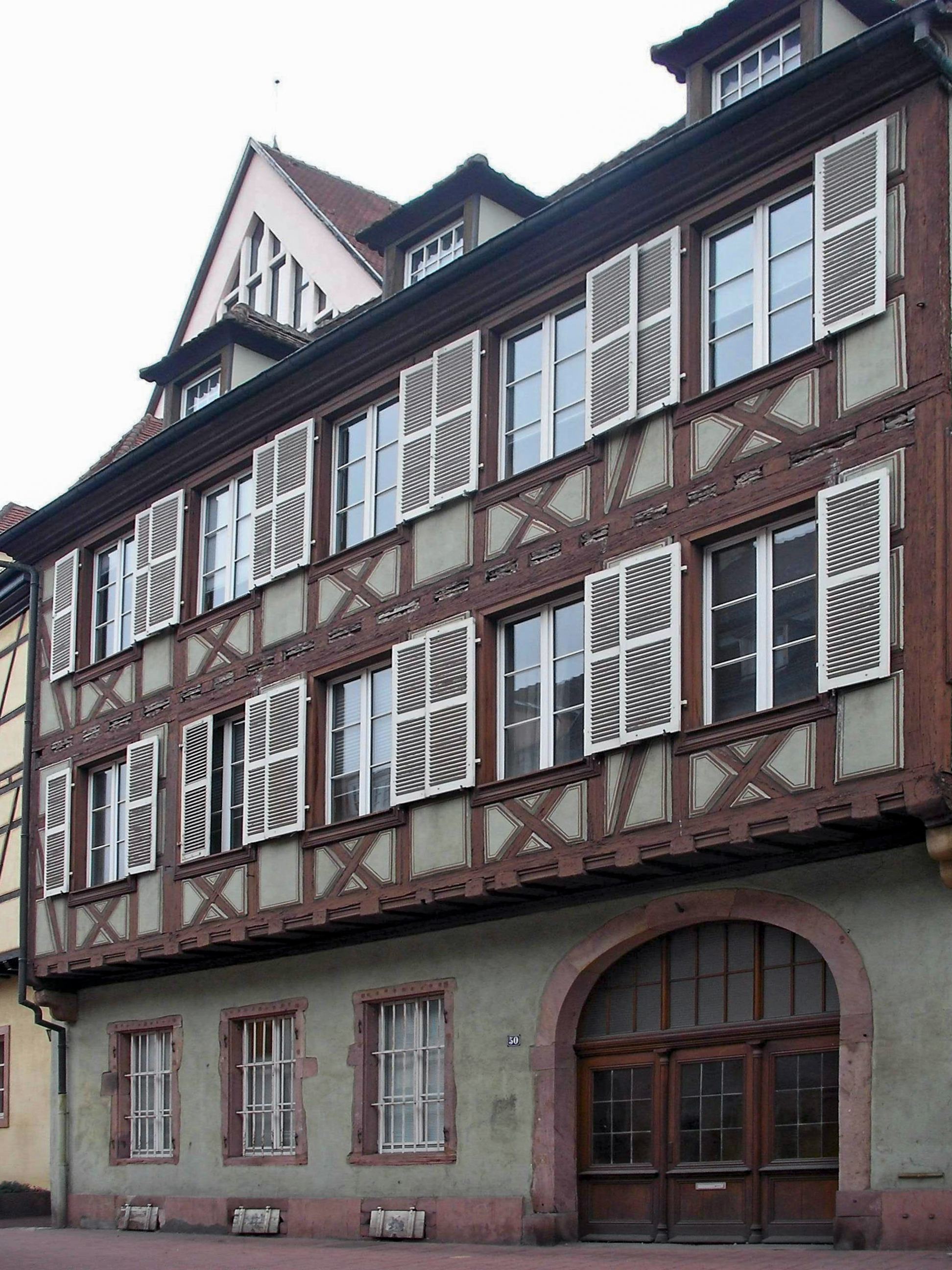
Hôtel de Reiset (1718) au no 50 Inscrit MH (1929)
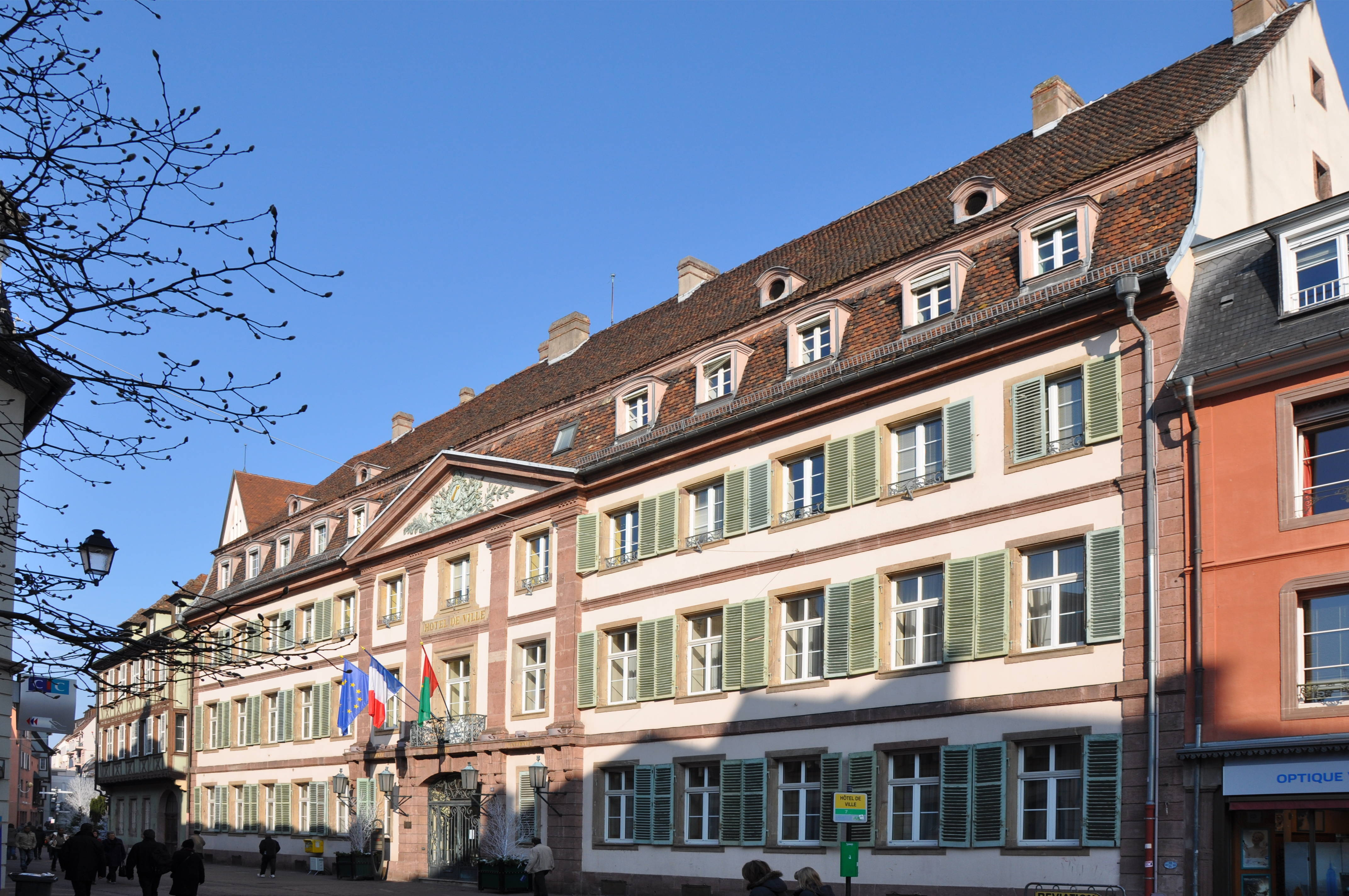
Hôtel de ville (1779) au no 48 Inscrit MH (1929)